# Custom Cloud Motors

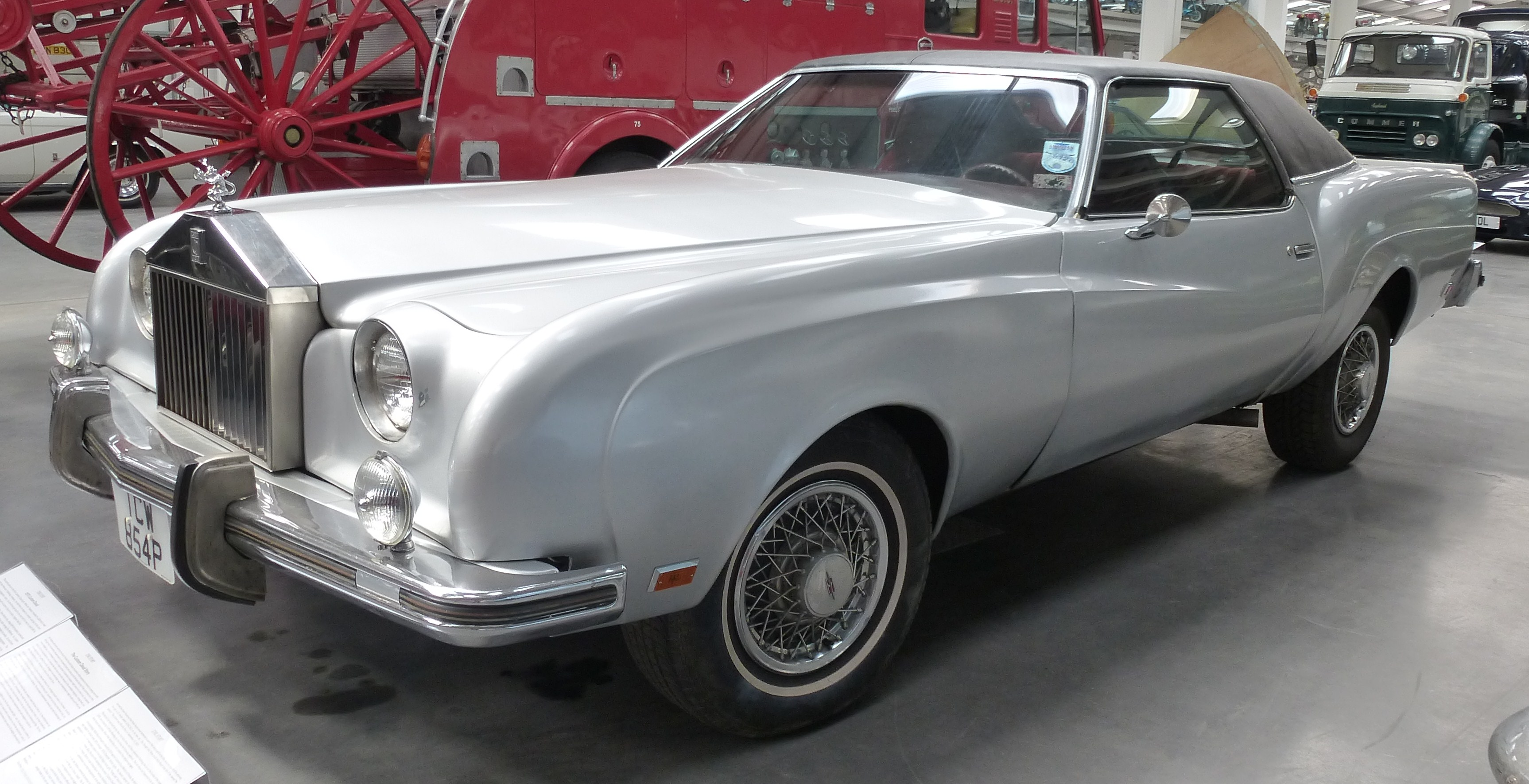
Custom Cloud von 1975

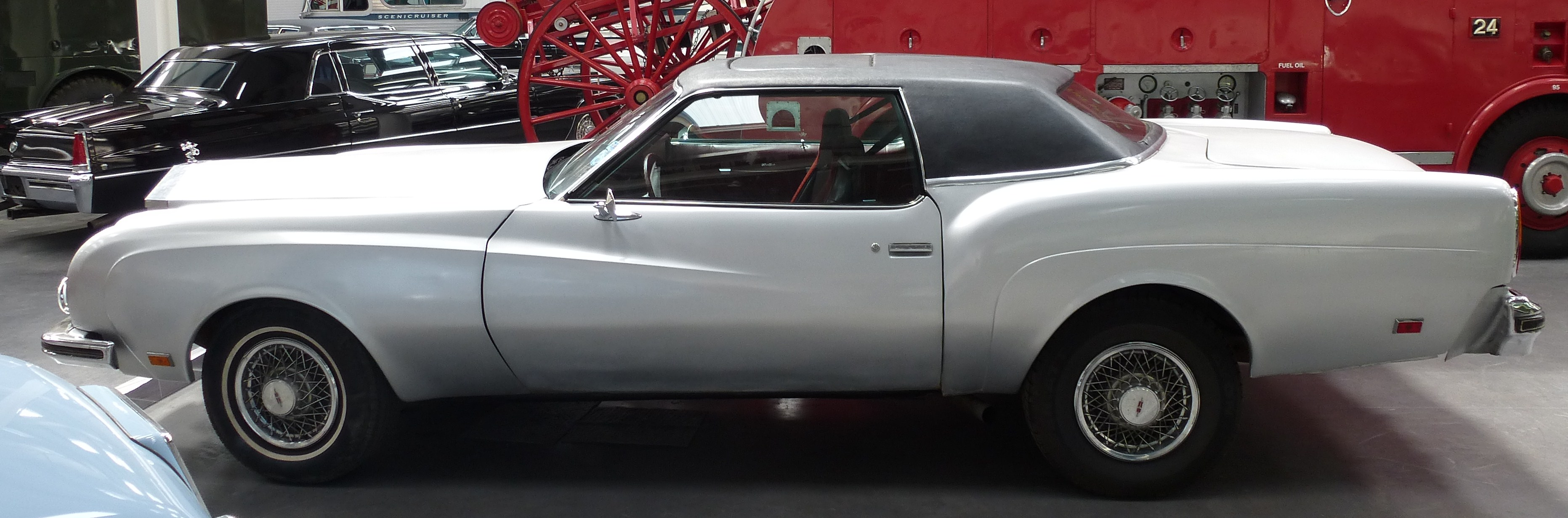
Seitenansicht

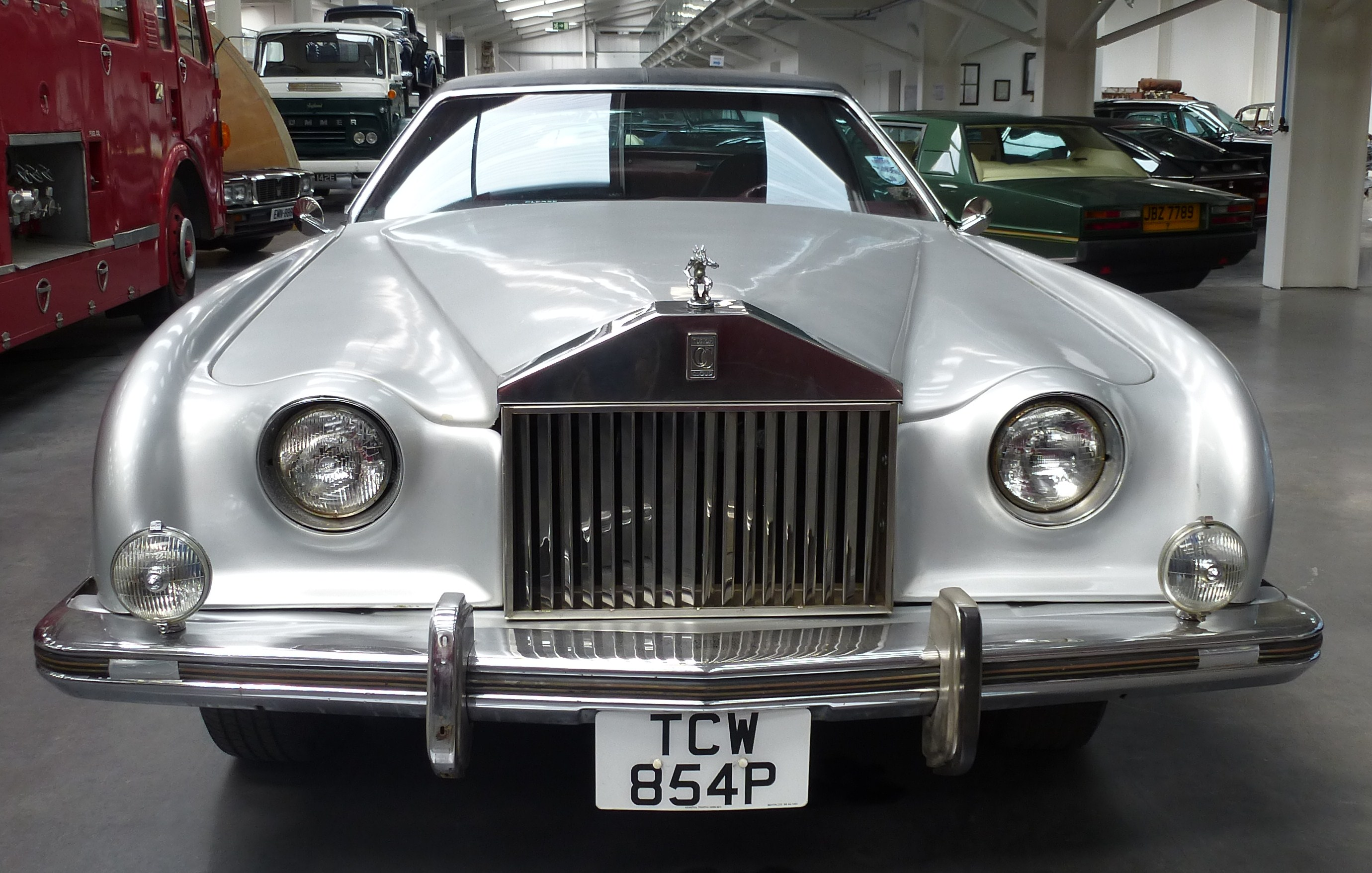
Die Front mit dem großen Kühlergrill war einem Rolls-Royce nachempfunden

Custom Cloud Motors war ein US-amerikanischer Hersteller von Automobilen.

## Unternehmensgeschichte
Jon Tedesco gründete am 14. Oktober 1975 das Unternehmen in Miami in Florida. Leonard Borger war sein Partner. Sie begannen mit der Produktion von Automobilen. Der Markenname lautete zunächst Custom Cloud. Diana Marks aus England kaufte das erste Auto. Nach einem verlorenen Rechtsstreit mit Rolls-Royce Motor Cars änderte sich der Markenname auf Classic Coach.  Borger stieg daraufhin aus. Für die Folgezeit sind auch die Firmierungen Standard Motors Inc. aus Miami und Classic Coach Motors überliefert.
Am 24. März 1978 gab die United Auto Sales Inc. aus Grand Island in Nebraska bekannt, dass sie das Unternehmen übernommen hat und als Classic Coach Motors, a Division of United Auto Sales Inc. weiter betreibt.
1979 endete die Produktion.

## Fahrzeuge
Das einzige Modell basierte auf dem Chevrolet Monte Carlo der Bauzeit 1973–1976. Auffallend waren der große Kühlergrill und die Kühlerfigur, die Fahrzeugen von Rolls-Royce ähnelten. Nach dem Rechtsstreit wurden diese Elemente geändert. Das zweitürige Coupé hat anfangs keine hinteren Seitenscheiben. Teile der Karosserie bestanden aus Fiberglas.
Ein Fahrzeug steht im Isle of Man Motor Museum in Jurby auf der Isle of Man.